# Chris Ryder
Chris Ryder (* 22. August 1980 in Aylesbury) ist ein ehemaliger englischer Squashspieler.

## Karriere
Chris Ryder begann 1999 seine Karriere auf der PSA World Tour und gewann auf dieser sechs Titel. Seine beste Platzierung in der Weltrangliste erreichte er im Oktober 2008 mit Rang 33. Er stand bei den Weltmeisterschaften in den Jahren 2008, 2009, 2010, 2011 und 2012 im Hauptfeld. Dabei schied er bis auf einmal stets in der ersten Runde aus. 2011 besiegte er in der ersten Runde Olli Tuominen in vier Sätzen und erreichte damit die zweite Runde. In dieser unterlag er Cameron Pilley klar in drei Sätzen. Im Dezember 2013 beendete er seine Karriere.

## Erfolge
- Gewonnene PSA-Titel: 6